# 마쓰다이라 다다히로 (후코즈 마쓰다이라 가)
마쓰다이라 다다히로(일본어: 松平忠恕, 1740년 ~ 1792년 6월 16일)는 에도 시대 중기의 다이묘이다. 시모쓰케 우쓰노미야 번 제2대 번주, 히젠 시마바라번 초대 번주를 지냈다. 시마바라 번 후코즈 마쓰다이라 가(島原藩深溝松平家) 제7대 당주.
| 전임 마쓰다이라 다다마사 | 제11대 후코즈 마쓰다이라 가 당주 1762년 ~ 1792년 | 후임 마쓰다이라 다다요리 |

| 전임 마쓰다이라 다다마사 | 제2대 우쓰노미야 번 번주 (후코즈 마쓰다이라 가) 1762년 ~ 1774년 | 후임 도다 다다토 |

| 전임 도다 다다토 | 제1대 시마바라번 번주 (후코즈 마쓰다이라 가, 재봉) 1774년 ~ 1792년 | 후임 마쓰다이라 다다요리 |